# Polling in Tirol
Polling in Tirol – gmina w Austrii, w kraju związkowym Tyrol, w powiecie Innsbruck-Land. Według Austriackiego Urzędu Statystycznego liczyła 1017 mieszkańców (1 stycznia 2015).